# Tramwaje w Neuchâtel

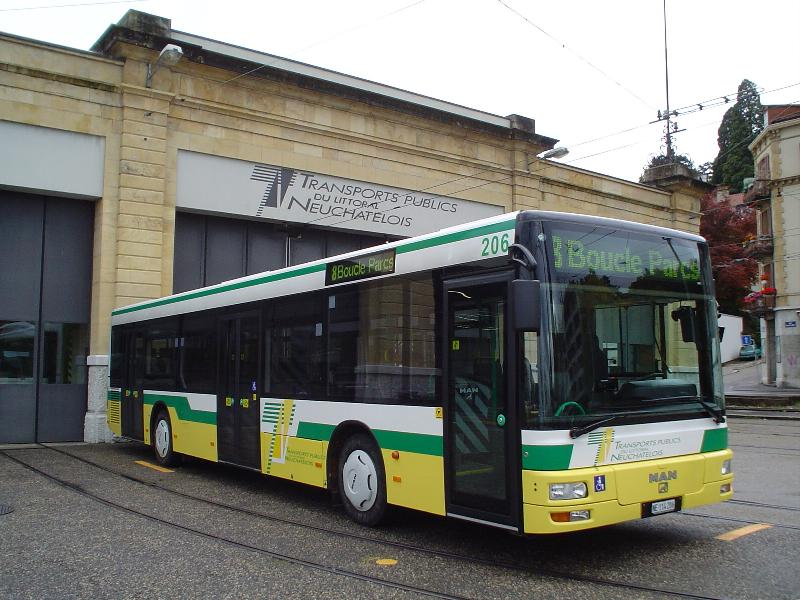
Autobus przed halą zajezdni tramwajowej

Tramwaje w Neuchâtel − system komunikacji tramwajowej działający w szwajcarskim mieście Neuchâtel. 

## Historia
W 1893 przeprowadzano próby tramwaju napędzanego sprężonym powietrzem. W 1894 uruchomiono pierwszą linię tramwajową. Była to linia tramwaju konnego, połączyła ona Neuchâtel z Saint-Blaise. W 1897 uruchomiono tramwaje elektryczne na tej samej trasie. W 1898 uruchomiono linię Port - Gare. W kolejnych latach otwierano kolejne linie:
- 1899: Place Pury – Serrières
- 1901: Place-Pury - Vauseyon
- 1902: Peseux - Corcelles

Od lat 50. XX w. rozpoczęto stopniową likwidację poszczególnych odcinków. W 1957 zlikwidowano pierwszą linię zastąpioną linią trolejbusową, która kursowała od tej pory na trasie Saint-Blaise- Clos-de-Serrières. 
Obecnie w Neuchâtel kursuje jedna podmiejska linia tramwajowa nr 5 na trasie: Place Pury (Neuchâtel)−Boudry. Długość tej trasy wynosi 8,9 km. Cała trasa jest jednotorowa. 

## Tabor
Obecne tabor składa się:
- wagony silnikowe zostały dostarczone w latach 1981−1988 w liczbie 6 sztuk, nr 501−506
- wagony sterownicze w 1981 w liczbie 4 sztuk, nr 551−554

Wagony silnikowe noszą oznaczenia Be4/4, a wagony sterownicze Bt. 